# Apocryphal II: The Faithful
Apocryphal II: The Faithful — студийный альбом немецкой готик-метал-группы Garden Of Delight, вышедший в 2003 году на лейбле Trisol, вторая часть музыкальной дилогии Apocryphal.

## Об альбоме
Apocryphal II: The Faithful продолжение альбома Apocryphal I: The Fallen и также навеян библейской историей, в частности, апокрифической книгой Еноха, повествующей о бунте мятежных ангелов против бога и их низвержении в преисподнюю. Для лидера группы Артауда Сета эта легенда стала в первую очередь способом в очередной раз выразить свою неприязнь к традиционному христианству.
В музыкальном плане альбом стал гораздо более агрессивным и рок-ориентированным, нежели предыдущие работы группы, и получил в целом положительные отзывы от европейских музыкальных критиков.

## Список композиций
Все тексты: Артауд Сет, музыка: Garden Of Delight.
1. «Infernal Psalms» — 3:25
2. «Levitation» — 3:35
3. «Angelwhore» — 4:02
4. «Afterlife» — 6:13
5. «Wintercoffin» — 7:57
6. «Pentagrams Burning» — 4:47
7. «Angelwhore (Epilog)» — 2:34
8. «Deeper We Fall» — 11:49
9. «The Watchers» — 5:43

## Участники записи
- Артауд Сет — вокал, программирование
- Тим Йорк — гитара
- Майк Йорк — гитара
- Ява Сет — бас-гитара